# 武梨繪里
武梨繪里（日语：たけなし えり，12月16日—），日本女性漫画家，籍貫宮城縣。哥哥是同為漫畫家的結城心一。

## 履歷
主要以TYPE-MOON的作品為藍本進行二次創作，在《月姬》與《Fate/stay night》網站的“漫畫選集”板塊中表現活躍。曾經受到過奈須蘑菇的評價，也作為嘉賓參與了《Fate/hollow ataraxia》的制作。不光是TYPE-MOON的作品，她也執筆了Leaf的初期作品等的二次創作合集。
武梨繪里小時候受到癡迷漫畫的哥哥結城心一的影響而開始畫漫畫。另外也彈了十多年的鋼琴，并且一直堅持至今。
2005年，武梨繪里開始在月刊《Comic REX》上連載漫畫《神薙》，她的自畫像是一個肌肉發達、剃光頭、全裸而且眼神灰暗的壯漢形象，與女性的身份有著極大的反差，被認為是和結城心一“可愛”的自畫像風格形成區別與反差。這個自畫像多次出現在動畫版《神薙》中，例如在第五話的過場中出現了附帶個人小檔案的自畫像，在第九話中間部分出現了他與名為「田邊」（たなべ）而形象為松鼠的責任編輯圍繞截稿日話題的惡搞動畫片段，并且由武梨繪里本人配音。關于武梨繪里的自畫像，在第五期“神薙網絡電臺”中，戶松遙和花澤香菜評價說“真是太可愛了”、“有一點點萌啊”，說完就伴隨著一陣大笑。
2008年11月，武梨繪里因健康問題緊急住院，《神薙》自《Comic REX》2009年1月號開始無限期休載。但部分輿論認為其真正原因是由于在《Comic REX》2008年12月号的连载中武梨對薙之前就有性经验（非处女）一事的暗示，引起日本2CH上部分死忠读者的过激行为。2008年12月12日，《Comic REX》编辑长亲自出面，證實武梨繪里無限期休載的原因的確是急病紧急入院进行手术。
2010年2月，在經過1年多的長期休養後，武梨繪里在《Comic REX》上披露將展開新作。同年3月，由武梨繪里擔任原作，其兄結城心一負責作畫，與《神薙》共用同一世界觀的外傳作品《小神薙》在《Comic REX》的四月號上開始連載。同年7月，《神薙》亦恢復連載。
2012年4月27日，藉《神薙》單行本第七卷發售的機會，武梨繪里在第七卷後記中對外公開了2008年重病的病名：蛛網膜下腔出血。據武梨本人所述，她是在獨自外出的途中突然發病昏迷，所幸昏倒的地點在大醫院附近，被路人迅速送進醫院，及時接受治療而得以保住性命，也沒有留下後遺症。同時也公告，連載中的《神薙》將會變更為雙月連載，逢《Comic REX》偶數號發表。

## 已出版單行本
- 《暴怒行星》（プリプリプラネット）（2001年6月10日發售、光文社）
- TAKE MOON （2004年7月15日發售、一迅社）
- TAKE MOON 2 （2006年8月9日發售、一迅社）
- 《神薙》 1 （2006年8月9日發售、一迅社）
- 《神薙》 2 （2007年2月9日發售、一迅社）
- 《神薙》 3 （2007年8月9日發售、一迅社）
- 《神薙》 4 （2008年2月9日發售、一迅社）
- 《神薙》 5 （2008年8月9日發售、一迅社）
- 《神薙》 6 （2008年11月8日發售、一迅社）
- 《神薙》 7 （2012年4月27日發售、一迅社）
- 《神薙》 8 （2013年6月27日發售、一迅社）
- 《神薙》 9 （2014年8月2日發售、一迅社）
- 《神薙》 10（2015年8月5日發售、一迅社）
- 《神薙》 11（2016年7月27日發售、一迅社）
- 《小神薙》 1 （2010年10月27日發售、一迅社）（武梨繪里原作，結城一心作畫）
- 《小神薙》 2 （2011年5月27日發售、一迅社）
- 《小神薙》 3 （2012年4月27日發售、一迅社）
- 《小神薙》 4 （2012年10月27日發售、一迅社）
- 《小神薙》 5 （2013年6月27日發售、一迅社）
- 《小神薙》 6 （2013年12月27日發售、一迅社）
- 《小神薙》 7 （2014年7月26日發售、一迅社）
- 《小神薙》 8 （2015年2月27日發售、一迅社）
- 《小神薙》 9 （2015年7月27日發售、一迅社）
- 《小神薙》 10（2016年7月27日發售、一迅社）

## 單回短篇漫畫
- 《快傑妖精プニャタ》 「Comic ZERO-SUM 増刊WARDVol.01」 一迅社
- 《ヒルデガルドの城》 「Comic ZERO-SUM 増刊WARDVol.03」 一迅社
- 《茉莉》（モーリー） 「Comic ZERO-SUM 増刊WARDVol.06」 一迅社

## 漫畫畫集
- 《E'S-花咲-少女的畫集》，一迅社。（原創畫集）
- 《新世紀福音戰士-鐵娘子-漫畫畫集：Boy Meets Girl》，光文社。

## 脚注
1. ↑  神薙 單行本第一卷 后記
2. ↑  分別在動畫第5話16分17秒-16分20秒，第9話11分11秒-11分45秒
3. ↑  .   [2008-12-09]. （原始内容存档于2008-12-16）.
4. ↑  .   [2008-12-14]. （原始内容存档于2008-12-15）.
5. ↑  【08.12.12】『かんなぎ』休載につきまして 的存檔，存档日期2008-12-14.
6. ↑  月刊コミックREX ：新装刊号 10月から27日発売に変更 「かんなぎ」は11年復活予定 まんたんWeb、2010年9月13日
7. ↑  . 武梨えり. 2011-06-24  [2011-06-27]. （原始内容存档于2021-02-09）.
8. ↑  . 武梨えり. 2012-04-27  [2012-04-27]. （原始内容存档于2021-02-09）.

## 外部連結
- （日語） 武梨繪里的個人網站 （页面存档备份，存于）